# Édouard Wojciak
Édouard Wojciak est un footballeur français né le 14 juin 1942 à Wallers. Il évolue au poste d'attaquant.
Il a disputé 254 matchs et inscrit 62 buts dans le championnat de France de Division 1, et 82 matchs en Division 2 pour 33 buts.

## Palmarès
- Vice-champion de France de Division 1 en 1969
- Finaliste de la Coupe de France en 1968 et 1969
- Finaliste du Challenge des champions en 1968